# Collection des papyrus de Vienne
La Collection des papyrus et le musée des papyrus (Papyrussammlung und Papyrusmuseum), qui dépend de la Bibliothèque nationale autrichienne, est l'une des collections de papyrus parmi les plus importantes du monde. La collection est installée à la Neue Burg de Vienne. Elle rassemble 180 000 pièces qui couvrent trois millénaires de l'histoire égyptienne (1500 avant notre ère environ, jusqu'à 1500 environ). Un musée présente des expositions régulières selon des thèmes choisis et validés par les meilleurs spécialistes actuels de la papyrologie. Une bibliothèque spécialisée dans ce domaine contient 19 500 ouvrages en différentes langues.
De plus la collection de Vienne possède un département de restauration des papyrus. Elle publie les textes, ainsi que des travaux de recherche en lien avec l'histoire antique ou médiévale.
La collection des papyrus de l'archiduc Rainier qui constitue le noyau originel de la collection a été inscrite au patrimoine mondial de l'Unesco en 2001.

## Collection

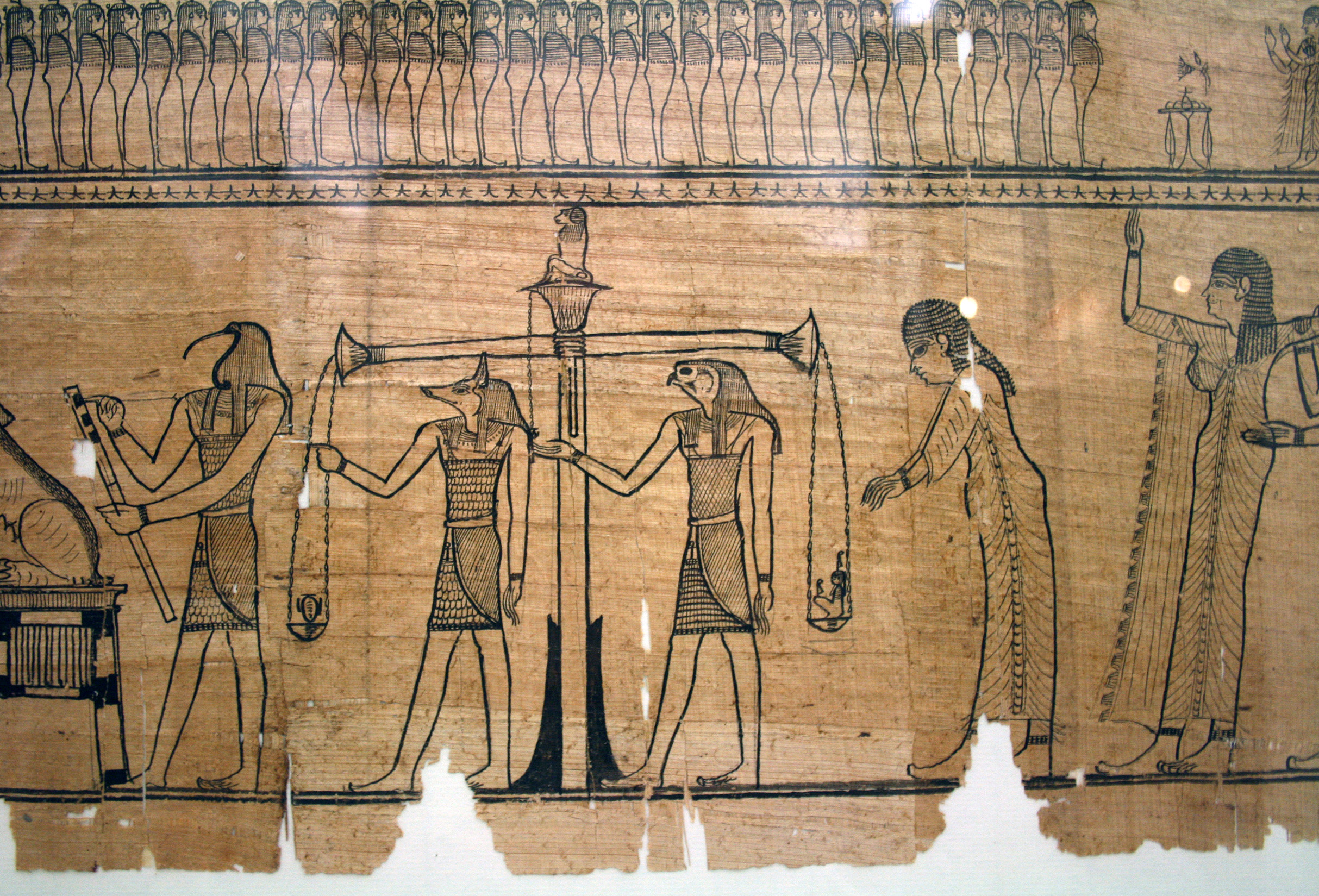
Détail du Livre des morts de Sesostris (XVIIIe dynastie).

Cette collection inestimable regroupe surtout des papyrus rédigés en grec (avec un nombre important de papyrus égyptiens de l'époque de l'Empire byzantin), des papyrus rédigés en langue copte et enfin des papyrus rédigés en langue arabe. Une grande partie des papyrus compte des documents, mais il existe aussi beaucoup de textes littéraires d'une grande importance. Les papyrus arabes représentent la collection la plus importante du monde qui soit regroupée en un seul lieu.
La collection de Vienne possède aussi des pièces de collection autres, comme des manuscrits sur parchemin qui remplacent le papyrus surtout après le IXe siècle. 
La grande valeur de la collection copte réside surtout en ses textes littéraires, bibliques ou liturgiques que l'on trouve difficilement ailleurs. 
Les pièces de collection sont regroupées de la manière suivante:
- Section hiéroglyphique et hiératique: environ 275 pièces, dont 170 papyrus (ou papyri au pluriel)
- Section démotique: environ 2 000 pièces signées, dont 1 551 papyrus et 352 ostraca
- Section copte: environ 26 000 pièces, dont 7 153 papyrus, 1 300 parchemins, 935 pièces de papier et 770 ostraca
- Section grecque: environ 70 000 pièces, dont 41 039 papyrus, 3 000 parchemins et 12 000 petits fragments non signés
- Sectoin latine: environ 150 pièces, dont 136 papyrus et 11 parchemins
- Section arabe: environ 75 000 pièces, dont 16 619 papyrus, 16 523 papiers, 382 parchemins
- Section hébraïque: environ 200 pièces[2]

## Historique
La collection doit d'abord son existence au professeur Karabacek (1845-1918), orientaliste. Grâce à l'antiquaire et marchand de tapis Theodor Graf, il a pu acquérir en 1881 et 1882 environ 10 000 papyri (constituant le 1er fonds du Fayoum) en Égypte qu'il a rapportés à Vienne. L'archiduc Rainier achète ce fonds en 1883 pour une somme inconnue. L'archiduc complète cette collection par de nouveaux achats réguliers jusqu'en 1899. Il en fait don à l'empereur François-Joseph, son oncle, qui la donne en conservation à la Bibliothèque impériale, aujourd'hui Bibliothèque nationale d'Autriche. Elle s'installe à la Josefsplatz. D'importantes acquisitions d'ostraca ont lieu en 1899 et en 1911.
Après 1920, la Bibliothèque impériale devient la Bibliothèque nationale et la Collection de papyrus est installée au palais Frédéric (aujourd'hui l'Albertina). D'importantes publications et études de texte sont réalisées à cette époque et l'on commence à installer une bibliothèque d'ouvrages spécialisés. Le bâtiment abritant la collection - fermé au public depuis le début de la guerre - est fortement endommagé par un bombardement américain le 12 mars 1945. Mais les collections elles-mêmes, mises à l'abri, ont subi très peu de dégâts. De longs travaux de restauration se poursuivent pour les pièces endommagées.
La Collection s'installe à l'Albertina et l'inauguration des nouveaux espaces a lieu le 18 avril 1954. Les travaux de publication connaissent une époque d'expansion dans les années 1960, ce qui entraîne un afflux de nouveau personnel. La politique d'achat et d'échanges se poursuit, tandis que des experts de mieux en mieux qualifiés étudient les documents et font part de leurs recherches dans les universités du monde entier ou les revues spécialisées. L'université de Vienne a inauguré en 2004 le nouvel institut des études d'histoire ancienne et d'histoire médiévale, de papyrologie et d'épigraphie à partir de la chaire de papyrologie tenue par le professeur Bernhard Palme qui en devient donc le premier professeur.
La Collection et le musée des papyrus se sont installés dans les nouveaux locaux de la Neue Burg en 1998.

## Publications
La Collection de Vienne édite les publications suivantes :
- Corpus Papyrorum Raineri (CPR)
- Mitteilungen aus der Papyrussammlung der österreichischen Nationalbibliothek in Wien, Neue Serie (MPER N. S.)
- NILUS
- Griechische Papyrusurkunden kleineren Formats (SPP)

## Directeurs

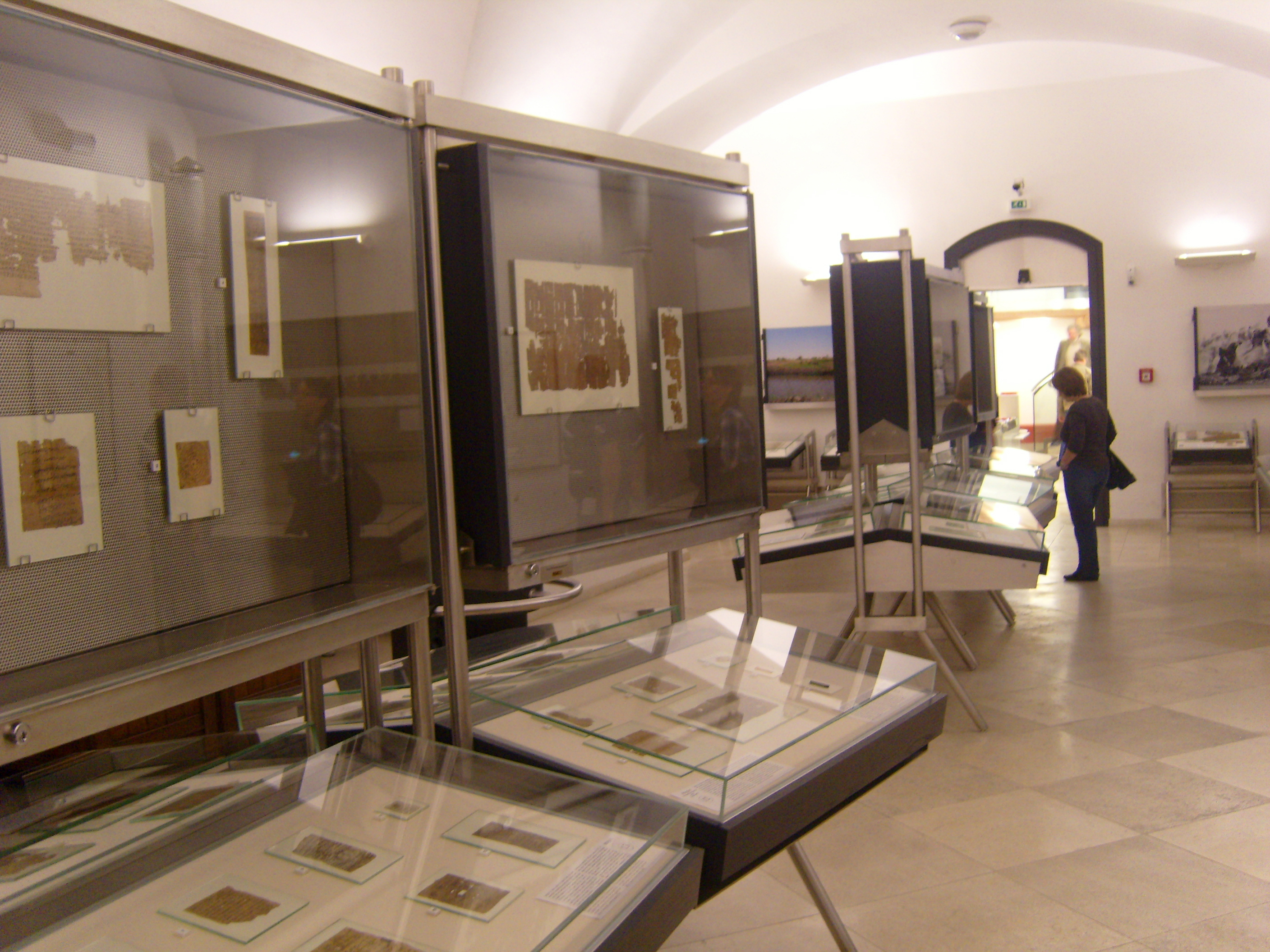
Exposition au musée.

- Joseph Karabacek (1899–1904, directeur de la Bibliothèque impériale)
- Karl Wessely (1904–1922, conservateur extra statum)
- Theodor Seif (1923–1930, département oriental
- Hans Gerstinger (1923–1936, jusqu'en 1931 directeur du département grec, puis de l'ensemble)
- Walter Till (1936–1942 et 1948–1951)
- Franz Unterkircher (1951–1956)
- Herbert Hunger (1956–1962)
- Helene Loebenstein (1962–1984)
- Hermann Harrauer (1984–2005)
- Cornelia Römer (2005−2009)
- Bernhard Palme (depuis 2009)

## Source de la traduction
- (de) Cet article est partiellement ou en totalité issu de l’article de Wikipédia en allemand intitulé « Papyrussammlung und Papyrusmuseum Wien » (voir la liste des auteurs).